# Staroměstské divadlo Košice
Staroměstské divadlo (slovensky Staromestské divadlo) je v Košicích volným sdružením umělců, divadelníků, příznivců a milovníků divadla. 
Staroměstské divadlo vzniklo koncem roku 1997 jako reakce na vynucený odchod několika profesionálních divadelníků, kteří nesouhlasili s Hudecovou kulturní transformací. Vzniklo spojením dvou uměleckých agentur: Umeleckej a reklamnej agentúry Petra Raševa a Hudobno-výchovného divadla PhDr. Niny Rašiovej.
Divadlo hraje v prostorách studiové scény Státního divadla Košice. Zakladatelem, režisérem a hercem divadla byl Peter Rašev.